# Parteispende
Als Parteispenden werden Spenden an politische Parteien bezeichnet. Die Einnahmen aus den Parteispenden bilden zusammen mit den Mitgliedsbeiträgen und öffentlichen Zuschüssen die Grundlage der Parteienfinanzierung.

## Deutschland
In Deutschland dürfen sowohl natürliche als auch juristische Personen in unbegrenzter Höhe spenden. Spenden sind in bestimmtem Umfang steuerlich absetzbar, die Parteien erhalten für Spendeneinnahmen zudem einen staatlichen Zuschuss.
2007 finanzierten sich die Parteien zu etwa 15 % durch Parteispenden.
In Wahljahren fließen traditionell deutlich mehr Spenden als in anderen Jahren. 2009 (Bundestagswahl) waren es zum Beispiel etwa 6 Millionen Euro.
2011 flossen insgesamt 2,03 Millionen Euro Großspenden an die Parteien.
2012 waren es 1,3 Millionen Euro (CSU 460.000 Euro; CDU und SPD je etwa 260.000 Euro, FDP 205.000 Euro, Marxistisch-Leninistische Partei Deutschlands (MLPD) 115.000 Euro, Grüne 60.000 Euro).

### Veröffentlichungspflicht
Das Parteiengesetz (PartG) wurde 2002 (Kabinett Schröder I) wesentlich geändert: Seit dem 1. Juli 2002 müssen Parteispenden von über 50.000 Euro („Großspenden“) unverzüglich beim Bundestagspräsidenten angezeigt und anschließend als Drucksache und auf der Homepage des Bundestags veröffentlicht werden. Parteispenden ab 10.000 Euro müssen in den jährlichen Rechenschaftsberichten der Parteien veröffentlicht werden; sie erscheinen etwa eineinhalb Jahre nach Ende des betreffenden Jahres. Spenden über 10.000 Euro (und unter 50.000 Euro) im Wahlkampfjahr 2005 wurden z. B. im Sommer 2007 bekannt.
Bundestagspräsident Norbert Lammert (CDU) wies am 28. Januar 2010 die Parlamentsverwaltung an, Großspenden von mehr als 50.000 Euro sofort schriftlich oder im Internet zu veröffentlichen. Zuvor wurden sie in Sammelübersichten im Vier-Wochen-Rhythmus publik gemacht.
Anlass für diese Anweisung waren drei Spenden in Höhe von insgesamt 1,1 Millionen Euro, die die FDP zwischen Oktober 2008 und Oktober 2009 von einem Hotel-Unternehmer erhalten hatte.
Nach Angaben von Lobbycontrol blieben im Jahr 2014 über drei Viertel der Spenden von Unternehmen und Wirtschaftsverbänden anonym, 7 % mehr als 2013.

### Unzulässige Spenden
Gemäß § 25 Abs. 2 Parteiengesetz dürfen die politischen Parteien keine Spenden annehmen:
- von öffentlich-rechtlichen Körperschaften und Parlamentsfraktionen und -gruppen
- von gemeinnützigen Organisationen inklusive der parteinahen Stiftungsvereine („politische Stiftungen“)
- aus dem Nicht-EU-Ausland (außer von Einzelspendern bei weniger als 1.000 Euro oder an Parteien von Nationalen Minderheiten)
- von Berufsverbänden, sofern diese Spenden mehr als zehn Prozent ihrer Einnahmen ausmachen oder sie eine Spende nur durchleiten
- von Unternehmen, die ganz oder teilweise im Eigentum der öffentlichen Hand stehen
- anonyme Spenden von mehr als 500 Euro
- Spenden, die der Partei erkennbar in Erwartung oder als Gegenleistung eines bestimmten wirtschaftlichen oder politischen Vorteils gewährt werden;
- Spenden mit einer Provision von mehr als 25 % der Spende.

### Steuerliche Absetzbarkeit
Für Parteispenden wird dem Steuerpflichtigen gemäß § 34g EStG eine Ermäßigung der Einkommensteuer gewährt. 50 % des gespendeten Betrags können direkt von der Steuerschuld abgezogen werden, maximal 825 Euro (erreicht bei einer Spendensumme von 1.650 Euro). Bei Zusammenveranlagung beträgt der maximale Abzug 1.650 Euro (erreicht bei einer Spendensumme von 3.300 Euro). Aufgrund von Solidaritätszuschlag und Kirchensteuer beträgt die Steuerersparnis etwas mehr als die Hälfte der Spendensumme. So ermäßigt sich die Steuerbelastung bei einem Kirchensteuersatz von 9 % und dem Solidaritätszuschlag von 5,5 % um insgesamt 57,25 % der Parteispendensumme.
Werden pro Kalenderjahr mehr als 1.650 Euro (bzw. mehr als 3.300 Euro bei Zusammenveranlagung) an Parteien gespendet, kann der übersteigende Teil der Spendensumme gemäß § 10b Abs. 2 EStG als Sonderausgabe abgezogen werden. Für diesen Teil gilt erneut eine Grenze von 1.650 Euro (Zusammenveranlagung 3.300 Euro). Da hierdurch lediglich das zu versteuernde Einkommen gemindert wird, hängt die Steuerersparnis für diesen Teil vom persönlichen Steuersatz ab.
Werden mehr als 3.300 Euro (bei Zusammenveranlagung 6.600 Euro) jährlich an politische Parteien gespendet, ist der übersteigende Teil nicht mehr steuerlich begünstigt.
Absetzbar sind nur Parteispenden von natürlichen Personen – juristische Personen (Unternehmen) können gemäß § 4 Abs. 6 EStG Parteispenden nicht absetzen. Der Abzug nach § 34g gilt auch für Spenden an kommunale Wählervereinigungen, die jedoch nicht rechenschaftspflichtig sind.
Durch das Gesetz zum Ausschluss verfassungsfeindlicher Parteien von der Parteienfinanzierung sind Spenden an Parteien steuerlich nicht mehr absetzbar, ab dem Zeitpunkt ab dem das Bundesverfassungsgericht über einen Antrag nach Art. 21 Abs. 3 GG entschieden hat, Art. 21 Abs. 4 GG. Bezüglich der NPD stellten der Bundestag, der Bundesrat und die Bundesregierung am 19. Juli 2019 einen gemeinsamen Antrag beim Bundesverfassungsgericht die NPD von der staatlichen Parteienfinanzierung auszuschließen.

### Staatliche Bezuschussung von „Kleinspenden“
Spenden von natürlichen Personen werden im Rahmen der „staatlichen Teilfinanzierung“ politischer Parteien mit 0,45 Euro für jeden Euro bezuschusst. Dabei werden pro Person höchstens bis 3.300 Euro berücksichtigt.

### Statistiken
Die nachfolgenden Statistiken sollen einen Überblick über die größten Spender und Spendenempfänger verschaffen.

#### Größte Spender (natürliche Personen)
Für den Zeitraum 2003–2007.
1. 2.659.167 € Michael May[12] (ein ehemaliger Bergbau-Ingenieur, der sein Erbe der  Marxistisch-Leninistischen Partei Deutschland spendete)
2. 980.000 € Jürgen W. Möllemann (im Zusammenhang mit der Flugblattaffäre)
3. 520.000 € Johanna Quandt *
4. 520.000 € Susanne Klatten *
5. 450.000 € Stefan Quandt *
6. 205.000 € Hermann Schnabel
7. 196.050 € Christoph Kahl
8. 190.000 € Karin Fischer
9. 175.000 € Eberhard Schmid
10. 125.000 € Henriette Schmidt-Burkhardt

#### Größte Spender (juristische Personen)
Für den Zeitraum 2000–2008. Ab 2007 sind hierbei nur Großspenden ab 50.000 Euro berücksichtigt sind, da kleinere Spenden durch die Rechenschaftsberichte der Parteien noch nicht veröffentlicht wurden.
1. 5.483.749 € Verband der Bayerischen Metall- und Elektro-Industrie
2. 3.622.710 € Deutsche Bank AG
3. 3.517.054 € Daimler Chrysler AG
4. 2.737.377 € BMW AG *
5. 2.702.672 € Allianz AG
6. 2.251.857 € Südwestmetall
7. 2.073.033 € Verband der Chemischen Industrie e. V.
8. 1.627.678 € Altana AG *
9. 1.085.579 € Commerzbank AG
10. 1.073.714 € B.TV Television GmbH & Co. KG
11. 1.009.155 € Verband der Metall- und Elektroindustrie Nordrhein-Westfalen e. V.
12. 890.885 € Porsche AG
13. 885.727 € Mercator Verwaltungs GmbH
14. 717.678 € Verband der Metallindustrie Baden-Württemberg
15. 709.865 € Bankhaus Sal. Oppenheim

#### Summe der Spenden und Großspenden an Bundestagsparteien 2005
- Im Jahr 2005 profitierten insbesondere die FDP, CSU und CDU von Parteispenden (Spenden machten 36 %, 22 % und 21 % der Einnahmen der jeweiligen Partei aus).
- Den geringsten Anteil an den Gesamteinnahmen hatten Spenden von natürlichen Personen bei der SPD (6 %).
- Den geringsten Anteil an den Gesamteinnahmen hatten Spenden von juristischen Personen bei der Partei DIE LINKE (0,16 %).

| Partei                                    | Gesamt- einnahmen     | Spenden- einnahmen     | Spenden von natürlichen Personen | Spenden von natürlichen Personen | Spenden von juristischen Personen | Spenden von juristischen Personen |
| Partei                                    | Gesamt- einnahmen     | Spenden- einnahmen     | Alle Spenden                     | Großspenden                      | Alle Spenden                      | Großspenden                       |
| CDU                                       | 156.873.642 € (100 %) | 33.250.534 € (21,2 %)  | 20.576.569 € (13,12 %) [100 %]   | 1.702.354 € (1,09 %) [8,27 %]    | 12.673.965 € (8,08 %) [100 %]     | 4.892.462 € (3,12 %) [38,6 %]     |
| CSU                                       | 41.508.780 € (100 %)  | 9.351.589 € (22,53 %)  | 5.098.087 € (12,28 %) [100 %]    | 143.822 € (0,35 %) [2,82 %]      | 4.253.502 € (10,25 %) [100 %]     | 1.632.531 € (3,93 %) [38,38 %]    |
| DIE LINKE                                 | 22.486.926 € (100 %)  | 2.230.901 € (9,92 %)   | 2.195.497 € (9,76 %) [100 %]     | 24.144 € (0,11 %) [1,1 %]        | 35.404 € (0,16 %) [100 %]         | 0 € (0 %) [0 %]                   |
| FDP                                       | 32.456.217 € (100 %)  | 11.752.374 € (36,21 %) | 7.832.393 € (24,13 %) [100 %]    | 290.000 € (0,89 %) [3,7 %]       | 3.919.981 € (12,08 %) [100 %]     | 1.854.322 € (5,71 %) [47,3 %]     |
| GRÜNE                                     | 26.608.411 € (100 %)  | 4.429.780 € (16,65 %)  | 3.481.415 € (13,08 %) [100 %]    | 228.900 € (0,86 %) [6,57 %]      | 948.365 € (3,56 %) [100 %]        | 371.283 € (1,4 %) [39,15 %]       |
| SPD                                       | 169.083.888 € (100 %) | 14.164.795 € (8,38 %)  | 10.882.743 € (6,44 %) [100 %]    | 271.628 € (0,16 %) [2,5 %]       | 3.282.052 € (1,94 %) [100 %]      | 1.410.147 € (0,83 %) [42,97 %]    |
| SUMME                                     | 449.017.864 € (100 %) | 75.179.973 € (16,74 %) | 50.066.704 € (11,15 %) [100 %]   | 2.660.848 € (0,59 %) [5,31 %]    | 25.113.269 € (5,59 %) [100 %]     | 10.160.745 € (2,26 %) [40,46 %]   |
| Quelle: www.parteispenden.unklarheiten.de |                       |                        |                                  |                                  |                                   |                                   |

- Großspenden bedeutet „Parteispenden über 20.000 €“.
- In runden Klammern: Der Prozentanteil an den Gesamteinnahmen der Partei.
- In eckigen Klammern: Der Prozentanteil der Einnahmen aus Großspenden getrennt nach natürlichen und juristischen Personen.

#### Grafiken (Juli 2007)
|  |  |  |  |
|  |  |  |  |

#### Parteispenden 2013
Im Jahr der Bundestagswahl 2013 gab es wesentlich mehr Großspenden an die Parteien als im Jahr zuvor.
| Partei     | Spendenbetrag   | Spender                                                                    | Datum des Eingangs |
| ---------- | --------------- | -------------------------------------------------------------------------- | ------------------ |
| FDP        | 069.081,24 Euro | BMW AG                                                                     | 19. Februar 2013   |
| SPD        | 107.376,06 Euro | BMW AG                                                                     | 4. März 2013       |
| CSU        | 143.817,65 Euro | BMW AG                                                                     | 5. März 2013       |
| SPD        | 100.000 Euro    | Daimler AG                                                                 | 26. April 2013     |
| CDU        | 100.000 Euro    | Daimler AG                                                                 | 30. April 2013     |
| CDU        | 100.000 Euro    | Berenberg Bank                                                             | 10. Juni 2013      |
| SPD        | 080.000 Euro    | Marga Süsselbeck                                                           | 6. Juni 2013       |
| CDU        | 060.000 Euro    | Verband der Metall- und Elektroindustrie Nordrhein-Westfalen               | 27. Juni 2013      |
| FDP        | 060.000 Euro    | Verband der Metall- und Elektroindustrie Nordrhein-Westfalen               | 27. Juni 2013      |
| CDU        | 030.000 Euro    | Allianz SE                                                                 | 1. Juli 2013       |
| CSU        | 030.000 Euro    | Allianz SE                                                                 | 1. Juli 2013       |
| SPD        | 030.000 Euro    | Allianz SE                                                                 | 1. Juli 2013       |
| B'90/Grüne | 030.000 Euro    | Allianz SE                                                                 | 1. Juli 2013       |
| CDU        | 100.000 Euro    | Hans Georg Näder                                                           | 4. Juli 2013       |
| CDU        | 070.000 Euro    | Martin Herrenknecht                                                        | 9. Juli 2013       |
| CDU        | 130.000 Euro    | Hans Joachim Langmann                                                      | 18. Juli 2013      |
| MLPD       | 110.000 Euro    | Lüder Möller                                                               | 25. Juli 2013      |
| CDU        | 100.000 Euro    | Verband der Chemischen Industrie (VCI)                                     | 26. Juli 2013      |
| FDP        | 064.000 Euro    | Verband der Chemischen Industrie (VCI)                                     | 6. August 2013     |
| CDU        | 060.000 Euro    | Märkischer Arbeitgeberverband (MAV)                                        | 19. August 2013    |
| CDU        | 230.000 Euro    | Susanne Klatten                                                            | 9. Oktober 2013    |
| CDU        | 230.000 Euro    | Johanna Quandt                                                             | 9. Oktober 2013    |
| CDU        | 230.000 Euro    | Stefan Quandt                                                              | 9. Oktober 2013    |
| FDP        | 070.000 Euro    | Susanne Klatten                                                            | 9. Oktober 2013    |
| FDP        | 070.000 Euro    | Johanna Quandt                                                             | 9. Oktober 2013    |
| FDP        | 070.000 Euro    | Stefan Quandt                                                              | 9. Oktober 2013    |
| CSU        | 565.000 Euro    | Verband der Bayerischen Metall- und Elektro-Industrie (VBM)                | 15. Oktober 2013   |
| FDP        | 150.000 Euro    | Verband der Bayerischen Metall- und Elektro-Industrie (VBM)                | 16. Oktober 2013   |
| SPD        | 90.000 Euro     | Evonik Industries                                                          | 15. November 2013  |
| CDU        | 70.000 Euro     | Evonik Industries                                                          | 15. November 2013  |
| FDP        | 200.000 Euro    | R & W Industriebeteiligungen, Köln (Walter Wübben)                         | 17. Dezember 2013  |
| CDU        | 150.000 Euro    | Südwestmetall – Verband der Metall- und Elektroindustrie Baden-Württemberg | 20. Dezember 2013  |
| FDP        | 80.000 Euro     | Südwestmetall – Verband der Metall- und Elektroindustrie Baden-Württemberg | 20. Dezember 2013  |
| B'90/Grüne | 60.000 Euro     | Südwestmetall – Verband der Metall- und Elektroindustrie Baden-Württemberg | 20. Dezember 2013  |
| SPD        | 55.000 Euro     | Südwestmetall – Verband der Metall- und Elektroindustrie Baden-Württemberg | 20. Dezember 2013  |

#### Parteispenden 2014
Im Jahr der Europawahl 2014 gab es bisher folgende Großspenden an die Parteien:
| Partei     | Spendenbetrag   | Spender                                                                    | Datum des Eingangs |
| ---------- | --------------- | -------------------------------------------------------------------------- | ------------------ |
| CSU        | 143.371,27 Euro | BMW AG                                                                     | 25. Februar 2014   |
| CDU        | 100.000 Euro    | Daimler AG                                                                 | 22. April 2014     |
| SPD        | 100.000 Euro    | Daimler AG                                                                 | 23. April 2014     |
| CSU        | 40.000 Euro     | Daimler AG                                                                 | April 2014         |
| FDP        | 40.000 Euro     | Daimler AG                                                                 | April 2014         |
| B'90/Grüne | 40.000 Euro     | Daimler AG                                                                 | April 2014         |
| CDU        | 55.000 Euro     | Verband der Metall- und Elektroindustrie Nordrhein-Westfalen               | 5. September 2014  |
| SPD        | 90.000 Euro     | Evonik Industries                                                          | 24. September 2014 |
| CDU        | 70.000 Euro     | Evonik Industries                                                          | 30. September 2014 |
| FDP        | 200.000 Euro    | R & W Industriebeteiligungen (Köln)                                        | 16. November 2014  |
| MLPD       | 75.000 Euro     | Gabi Georgiou                                                              | 4. Dezember 2014   |
| SPD        | 55.000 Euro     | Südwestmetall – Verband der Metall- und Elektroindustrie Baden-Württemberg | 18. Dezember 2014  |
| FDP        | 80.000 Euro     | Südwestmetall – Verband der Metall- und Elektroindustrie Baden-Württemberg | 18. Dezember 2014  |
| B'90/Grüne | 100.000 Euro    | Südwestmetall – Verband der Metall- und Elektroindustrie Baden-Württemberg | 18. Dezember 2014  |
| CDU        | 150.000 Euro    | Südwestmetall – Verband der Metall- und Elektroindustrie Baden-Württemberg | 18. Dezember 2014  |
| CSU        | 300.000 Euro    | Südwestmetall – Verband der Metall- und Elektroindustrie Baden-Württemberg | 18. Dezember 2014  |

#### Parteispenden 2015
Im Jahr 2015 gab es bisher folgende Großspenden an die Parteien:
| Partei     | Spendenbetrag | Spender                                                                    | Datum des Eingangs |
| ---------- | ------------- | -------------------------------------------------------------------------- | ------------------ |
| CDU        | 100.000 Euro  | Daimler AG                                                                 | 14. Mai 2015       |
| SPD        | 100.000 Euro  | Daimler AG                                                                 | 14. Mai 2015       |
| CDU        | 70.000 Euro   | Hans Joachim Langmann                                                      | 12. Juni 2015      |
| CDU        | 70.000 Euro   | Georg Kofler                                                               | 1. Juli 2015       |
| CDU        | 100.000 Euro  | Trumpf                                                                     | 28. September 2015 |
| CDU        | 90.000 Euro   | Evonik Industries                                                          | 6. Oktober 2015    |
| SPD        | 60.000 Euro   | Evonik Industries                                                          | 6. Oktober 2015    |
| MLPD       | 252.400 Euro  | Helmut Klamser                                                             | 22. Oktober 2015   |
| FDP        | 250.000 Euro  | R & W Industriebeteiligungen (Köln)                                        | 10. November 2015  |
| FDP        | 200.000 Euro  | Lutz Helmig                                                                | 24. November 2015  |
| CDU        | 150.000 Euro  | Südwestmetall – Verband der Metall- und Elektroindustrie Baden-Württemberg | 11. Dezember 2015  |
| B'90/Grüne | 110.000 Euro  | Südwestmetall – Verband der Metall- und Elektroindustrie Baden-Württemberg | 11. Dezember 2015  |
| SPD        | 60.000 Euro   | Südwestmetall – Verband der Metall- und Elektroindustrie Baden-Württemberg | 11. Dezember 2015  |
| FDP        | 100.000 Euro  | Südwestmetall – Verband der Metall- und Elektroindustrie Baden-Württemberg | 21. Dezember 2015  |

#### Parteispenden 2016
Aus dem Jahr 2016 wurden bisher folgende Großspenden an die Parteien veröffentlicht:
| Partei            | Spendenbetrag  | Spender                                                                    | Datum des Eingangs |
| ----------------- | -------------- | -------------------------------------------------------------------------- | ------------------ |
| AfD               | 100.000 €      | Marianne Zubrzycki-Lederhausen                                             | 29. Dezember 2016  |
| AFD: Summe        | 100.000 €      |                                                                            |                    |
| B'90/Grüne        | 300.000 €      | Jochen Wermuth                                                             | 23. Februar 2016   |
| B'90/Grüne        | 299.989 €      | Jochen Wermuth                                                             | 29. August 2016    |
| B'90/Grüne        | 110.000 €      | Südwestmetall – Verband der Metall- und Elektroindustrie Baden-Württemberg | 16. Dezember 2016  |
| B'90/Grüne: Summe | 709.989,00 €   |                                                                            |                    |
| CDU               | 100.000 €      | Hans-Joachim Langmann                                                      | 4. Januar 2016     |
| CDU               | 75.000 €       | TRUMPF GmbH + Co. KG                                                       | 29. Januar 2016    |
| CDU               | 100.000 €      | Andreas Lapp                                                               | 8. Februar 2016    |
| CDU               | 100.000 €      | Daimler AG                                                                 | 3. Mai 2016        |
| CDU               | 60.000 €       | Arend Oetker                                                               | 25. Oktober 2016   |
| CDU               | 90.000 €       | Evonik Industries                                                          | 4. November 2016   |
| CDU               | 100.000 €      | Christoph Alexander Kahl                                                   | 25. November 2016  |
| CDU               | 150.000 €      | Südwestmetall – Verband der Metall- und Elektroindustrie Baden-Württemberg | 16. Dezember 2016  |
| CDU               | 100.000 €      | Berenberg Bank                                                             | 16. Dezember 2016  |
| CDU: Summe        | 1.584.989,00 € |                                                                            |                    |
| CSU               | 350.000 €      | Verband der Bayerischen Metall- und Elektro-Industrie (VBM)                | 20. Dezember 2016  |
| CSU: Summe        | 350.000 €      |                                                                            |                    |
| FDP               | 200.000 €      | R & W Industriebeteiligungen (Köln)                                        | 28. November 2016  |
| FDP               | 110.000 €      | Südwestmetall – Verband der Metall- und Elektroindustrie Baden-Württemberg | 16. Dezember 2016  |
| FDP: Summe        | 310.000 €      |                                                                            |                    |
| MLPD              | 100.000 €      | Sonja Borgwardt                                                            | 16. August 2016    |
| MLPD              | 70.000 €       | Michael May                                                                | 9. Dezember 2016   |
| MLPD: Summe       | 170.000 €      |                                                                            |                    |
| SPD               | 100.000 €      | Daimler AG                                                                 | 4. Mai 2016        |
| SPD               | 90.000 €       | Evonik Industries                                                          | 26. Oktober 2016   |
| SPD               | 60.000 €       | Südwestmetall – Verband der Metall- und Elektroindustrie Baden-Württemberg | 16. Dezember 2016  |
| SPD               | 51.000 €       | Berenberg Bank                                                             | 16. Dezember 2016  |
| SPD: Summe        | 301.000 €      |                                                                            |                    |
| SSW               | 118.518 €      | Südschleswig-Ausschuss/Unterrichtsministerium (Dänemark)                   | 5. Januar 2016     |
| SSW               | 118.518 €      | Südschleswig-Ausschuss/Unterrichtsministerium (Dänemark)                   | 4. April 2016      |
| SSW               | 118.518 €      | Südschleswig-Ausschuss/Unterrichtsministerium (Dänemark)                   | 4. Oktober 2016    |
| SSW: Summe        | 355.554,00 €   |                                                                            |                    |

#### Parteispenden 2017
Im Jahr 2017 erhielten die im Bundestag vertretenen Parteien laut ihren im Januar 2019 veröffentlichten Rechenschaftsberichten Spenden in Höhe von insgesamt 90,6 Millionen Euro. Folgende Großspenden (größer 50.000 €) an die Parteien wurden veröffentlicht:
| Partei            | Spendenbetrag | Spender                                                                         | Datum des Eingangs |
| ----------------- | ------------- | ------------------------------------------------------------------------------- | ------------------ |
| AfD               | 50.000 €      | Mortimer von Zitzewitz                                                          | 2017               |
| AfD: Summe        | 50.000 €      |                                                                                 |                    |
| B'90/Grüne        | 100.000 €     | Frank Hansen                                                                    | 4. Mai 2017        |
| B'90/Grüne        | 73.000 €      | Dr. Leo Plank                                                                   | 8. September 2017  |
| B'90/Grüne        | 200.000 €     | Herr Jochen Wermuth                                                             | 20. September 2017 |
| B'90/Grüne        | 110.000 €     | Südwestmetall, Verband der Metall- und Elektroindustrie Baden-Württemberg e. V. | 15. Dezember 2017  |
| B'90/Grüne        | 60.000 €      | Verband der Bayerischen Metall- und Elektroindustrie e. V. (VBM)                | 28. Dezember 2017  |
| B'90/Grüne: Summe | 543.000 €     |                                                                                 |                    |
| CDU               | 100.000 €     | Christoph Alexander Kahl                                                        | 18. Januar 2017    |
| CDU               | 110.000 €     | Arend Oetker                                                                    | 22. Februar 2017   |
| CDU               | 83.535 €      | Hans Horst Grosspeter                                                           | 20. März 2017      |
| CDU               | 60.000 €      | Dr. Theiss Naturwaren                                                           | 30. März 2017      |
| CDU               | 100.000 €     | TRUMPF GmbH + Co. KG                                                            | 10. April 2017     |
| CDU               | 100.000 €     | Daimler AG                                                                      | 27. April 2017     |
| CDU               | 500.000 €     | Ralph Dommermuth                                                                | 23. Mai 2017       |
| CDU               | 100.000 €     | Georg Kofler                                                                    | 29. Mai 2017       |
| CDU               | 100.000 €     | VHB Grundstücksverwaltung und Beteiligung GmbH & Co. KG                         | 1. Juni 2017       |
| CDU               | 300.000 €     | Hans-Joachim Langmann                                                           | 14. Juni 2017      |
| CDU               | 70.000 €      | Hans-Joachim Langmann                                                           | 20. Juni 2017      |
| CDU               | 50.001 €      | Stefan Quandt                                                                   | 26. Juni 2017      |
| CDU               | 50.001 €      | Susanne Klatten                                                                 | 26. Juni 2017      |
| CDU               | 110.000 €     | Verband der Metall- und Elektro-Industrie Nordrhein-Westfalen                   | 30. Juni 2017      |
| CDU               | 100.000 €     | Patrick Schwarz-Schütte                                                         | 3. Juli 2017       |
| CDU               | 68.000 €      | Dr. August Oetker KG                                                            | 12. Juli 2017      |
| CDU               | 150.000 €     | Verband der Chemischen Industrie                                                | 10. August 2017    |
| CDU               | 100.000 €     | Klaus Groth                                                                     | 15. September 2017 |
| CDU               | 100.000 €     | Prof. Dr. Hans Georg Näder                                                      | 19. September 2017 |
| CDU               | 100.000 €     | Herr Andreas Lapp                                                               | 28. September 2017 |
| CDU               | 200.000 €     | Frau Ibeth Biermann                                                             | 7. November 2017   |
| CDU               | 80.000 €      | Evonik Industries AG                                                            | 13. November 2017  |
| CDU               | 150.000 €     | Südwestmetall, Verband der Metall- und Elektroindustrie Baden-Württemberg e.V.  | 15. Dezember 2017  |
| CDU: Summe        | 2.881.537 €   |                                                                                 |                    |
| CSU               | 650.000 €     | Verband der Bayerischen Metall- und Elektroindustrie e. V. (VBM)                | 27. Dezember 2017  |
| CSU: Summe        | 650.000 €     |                                                                                 |                    |
| FDP               | 300.000 €     | Lutz Helmig                                                                     | 13. Januar 2017    |
| FDP               | 200.000 €     | Alexander Mecking                                                               | 2. März 2017       |
| FDP               | 60.000 €      | Georg Jakob Kofler                                                              | 8. März 2017       |
| FDP               | 56.310 €      | R & W Industriebeteiligungen (Köln)                                             | 7. April 2017      |
| FDP               | 100.000 €     | Hans Georg Näder                                                                | 16. Mai 2017       |
| FDP               | 150.000 €     | R & W Industriebeteiligungen (Köln)                                             | 22. Juni 2017      |
| FDP               | 50.001 €      | Stefan Quandt                                                                   | 23. Juni 2017      |
| FDP               | 50.001 €      | Susanne Klatten                                                                 | 23. Juni 2017      |
| FDP               | 90.000 €      | Verband der Metall- und Elektro-Industrie Nordrhein-Westfalen                   | 3. Juli 2017       |
| FDP               | 55.000 €      | Sixt GmbH & Co. Autovermietung KG                                               | 5. Juli 2017       |
| FDP               | 50.100 €      | Lars Dittrich                                                                   | 25. Juli 2017      |
| FDP               | 100.000 €     | Droege Group AG Düsseldorf                                                      | 26. Juli 2017      |
| FDP               | 300.000 €     | FKH Beteiligungs SE – München                                                   | 26. Juli 2017      |
| FDP               | 50.100 €      | Verena Pausder                                                                  | 10. August 2017    |
| FDP               | 75.000 €      | Verband der Chemischen Industrie                                                | 11. August 2017    |
| FDP               | 100.000 €     | Herr Prof. Hans Georg Näder                                                     | 11. Oktober 2017   |
| FDP               | 110.000 €     | Südwestmetall, Verband der Metall- und Elektroindustrie Baden-Württemberg e.V.  | 15. Dezember 2017  |
| FDP               | 150.000 €     | Verband der Bayerischen Metall- und Elektroindustrie e. V. (VBM)                | 28. Dezember 2017  |
| FDP: Summe        | 2.046.512 €   |                                                                                 |                    |
| MLPD              | 250.000 €     | Wolfgang Göller                                                                 | 14. November 2017  |
| MLPD: Summe       | 250.000 €     |                                                                                 |                    |
| SPD               | 100.000 €     | Daimler AG                                                                      | 28. April 2017     |
| SPD               | 100.000 €     | Ralf Pollmeier                                                                  | 8. August 2017     |
| SPD               | 70.000 €      | Verband der Chemischen Industrie                                                | 15. August 2017    |
| SPD               | 80.000 €      | Evonik Industries AG                                                            | 13. November 2017  |
| SPD               | 60.000 €      | Südwestmetall, Verband der Metall- und Elektroindustrie Baden-Württemberg e. V. | 15. Dezember 2017  |
| SPD               | 60.000 €      | Verband der Bayerischen Metall- und Elektroindustrie e. V. (VBM)                | 28. Dezember 2017  |
| SPD: Summe        | 470.000 €     |                                                                                 |                    |
| SSW               | 120.250 €     | Südschleswig-Ausschuss/Unterrichtsministerium (Dänemark)                        | 3. Januar 2017     |
| SSW               | 120.614,36 €  | Südschleswig-Ausschuss/Unterrichtsministerium (Dänemark)                        | 17. März 2017      |
| SSW               | 120.563,53 €  | Südschleswig-Ausschuss/Unterrichtsministerium (Dänemark)                        | 6. Juni 2017       |
| SSW               | 120.595,95 €  | Südschleswig-Ausschuss/Unterrichtsministerium (Dänemark)                        | 5. September 2017  |
| SSW: Summe        | 482.050,84 €  |                                                                                 |                    |

#### Parteispenden 2018
2018 wurden folgende Großspenden (größer 50.000 €) an die Parteien veröffentlicht:
| Partei     | Spendenbetrag | Spender                                                  | Datum des Eingangs |
| ---------- | ------------- | -------------------------------------------------------- | ------------------ |
| CDU        | 100.000 €     | Daimler AG                                               | 15. Mai 2018       |
| CDU        | 100.000 €     | Klaus Groth                                              | 4. Juni 2018       |
| CDU        | 50.001 €      | Susanne Klatten                                          | 2. Juli 2018       |
| CDU        | 50.001 €      | Stefan Quandt                                            | 2. Juli 2018       |
| CDU        | 260.000 €     | Hans-Joachim Langmann                                    | 27. Juli 2018      |
| CDU        | 75.000 €      | Stefan Quandt                                            | 25. Juli 2018      |
| CDU        | 75.000 €      | Susanne Klatten                                          | 25. Juli 2018      |
| CDU: Summe | 610.002 €     |                                                          |                    |
| FDP        | 50.249,17 €   | Christian Lindner                                        | 27. August 2018    |
| FDP: Summe | 50.249,17 €   |                                                          |                    |
| DKP        | 352.420,50 €  | Andreas Zechmeister                                      | 22. Mai 2018       |
| DKP: Summe | 352.420,50 €  |                                                          |                    |
| SPD        | 100.000 €     | Dietmar Bücher Schlüsselfertiges Bauen                   | 25. Januar 2018    |
| SPD        | 100.000 €     | Daimler AG                                               | 7. Mai 2018        |
| SPD: Summe | 200.000 €     |                                                          |                    |
| SSW        | 112.123,14 €  | Südschleswig-Ausschuss/Unterrichtsministerium (Dänemark) | 11. Januar 2018    |
| SSW        | 122.105,38 €  | Südschleswig-Ausschuss/Unterrichtsministerium (Dänemark) | 26. März 2018      |
| SSW        | 121.633,36 €  | Südschleswig-Ausschuss/Unterrichtsministerium (Dänemark) | 26. Juni 2018      |
| SSW        | 121.592,27 €  | Südschleswig-Ausschuss/Unterrichtsministerium (Dänemark) | 25. September 2018 |
| SSW: Summe | 477.454,15 €  |                                                          |                    |

#### Parteispenden 2019
2019 wurden folgende Großspenden (größer 50.000 €) an die Parteien veröffentlicht:
| Partei                  | Spendenbetrag | Spender                                                                        | Datum des Eingangs |
| ----------------------- | ------------- | ------------------------------------------------------------------------------ | ------------------ |
| B'90/Grüne              | 100.000,00 €  | Südwestmetall Verband der Metall- und Elektroindustrie Baden-Württemberg e. V. | 27.12.2019         |
| B'90/Grüne              | 65.000,00 €   | Herr Antonis Schwarz                                                           | 28.01.2019         |
| B'90/Grüne              | 120.000,00 €  | Herr Frank Hansen                                                              | 09.01.2019         |
| B'90/Grüne              | 50.001,00 €   | Verband der Bayerischen Metall- und Elektroindustrie e. V.                     | 27.12.2019         |
| B'90/Grüne: Summe       | 335.001,00 €  |                                                                                |                    |
| CDU                     | 140.000,00 €  | Südwestmetall Verband der Metall- und Elektroindustrie Baden-Württemberg e. V. | 27.12.2019         |
| CDU                     | 100.000,00 €  | Herr Klaus Groth                                                               | 21.11.2019         |
| CDU                     | 80.000,00 €   | Evonik Industries AG                                                           | 15.11.2019         |
| CDU                     | 50.001,00 €   | Frau Susanne Klatten                                                           | 10.07.2019         |
| CDU                     | 50.001,00 €   | Herr Stefan Quandt                                                             | 01.07.2019         |
| CDU                     | 55.000,00 €   | METALL NRW, Verband der Metall- und Elektro-Industrie Nordrhein-Westfalen e.V. | 13.06.2019         |
| CDU: Summe              | 475.002,00 €  |                                                                                |                    |
| CSU                     | 390.000,00 €  | Verband der Bayerischen Metall- und Elektroindustrie e. V.                     | 23.12.2019         |
| CSU                     | 95.000,00 €   | Herr Prof. Georg Nemetschek                                                    | 01.03.2019         |
| CSU: Summe              | 485.000,00 €  |                                                                                |                    |
| Die Linke               | 60.000,00 €   | Herr Helmuth Herold                                                            | 15.11.2019         |
| Die Linke: Summe        | 60.000,00 €   |                                                                                |                    |
| FDP                     | 100.000,00 €  | Südwestmetall Verband der Metall- und Elektroindustrie Baden-Württemberg e. V. | 27.12.2019         |
| FDP                     | 60.000,00 €   | Verband der Bayerischen Metall- und Elektroindustrie e. V.                     | 24.12.2019         |
| FDP                     | 100.000,00 €  | WI Bad Wörishofen GmbH                                                         | 16.12.2019         |
| FDP                     | 100.000,00 €  | Firma R+W Industriebeteiligungen GmbH                                          | 09.04.2019         |
| FDP: Summe              | 360.000,00 €  |                                                                                |                    |
| MLPD                    | 50.055,00 €   | Herr Kai Müller-Horn                                                           | 23.07.2019         |
| MLPD                    | 60.000,00 €   | Herr Fritz Hofmann                                                             | 15.04.2019         |
| MLPD: Summe             | 110.055,00 €  |                                                                                |                    |
| SPD                     | 50.001,00 €   | Verband der Bayerischen Metall- und Elektroindustrie e. V.                     | 24.12.2019         |
| SPD                     | 80.000,00 €   | Evonik Industries AG                                                           | 15.11.2019         |
| SPD                     | 76.650,00 €   | Herr Rainer Opolka                                                             | 11.07.2019         |
| SPD: Summe              | 206.651,00 €  |                                                                                |                    |
| SSW                     | 122.905,49 €  | Südschleswig-Ausschuss/Unterrichtsministerium (Dänemark)                       | 25.09.2019         |
| SSW                     | 122.912,34 €  | Südschleswig-Ausschuss/Unterrichtsministerium (Dänemark)                       | 24.06.2019         |
| SSW                     | 122.968,33 €  | Südschleswig-Ausschuss/Unterrichtsministerium (Dänemark)                       | 25.03.2019         |
| SSW                     | 122.904,11 €  | Südschleswig-Ausschuss/Unterrichtsministerium (Dänemark)                       | 25.01.2019         |
| SSW: Summe              | 491.690,27 €  |                                                                                |                    |
| Volt Deutschland        | 95.000,00 €   | Herr Christian Burchard Max Oldendorff                                         | 27.03.2019         |
| Volt Deutschland: Summe | 95.000,00 €   |                                                                                |                    |

#### Parteispenden 2020
2020 wurden folgende Großspenden (größer 50.000 €) an die Parteien veröffentlicht:
| Partei            | Spendenbetrag  | Spender                                                                        | Datum des Eingangs |
| ----------------- | -------------- | ------------------------------------------------------------------------------ | ------------------ |
| CDU               | 100.000 €      | Sachsenmilch Anlagen Holding GmbH                                              | 30. Januar 2020    |
| CDU               | 75.000 €       | Christoph Alexander Kahl                                                       | 11. Februar 2020   |
| CDU               | 300.000 €      | Christoph Gröner siehe CG Gruppe                                               | 6. März 2020       |
| CDU               | 79.000 €       | Dietmar Bücher siehe Dietmar Bücher Schlüsselfertiges Bauen                    | 17. März 2020      |
| CDU               | 70.000 €       | Wolfgang von Moers                                                             | 6. Mai 2020        |
| CDU               | 50.001 €       | Susanne Klatten                                                                | 1. Juli 2020       |
| CDU               | 50.001 €       | Stefan Quandt                                                                  | 9. Juli 2020       |
| CDU               | 51.855,65 €    | Klartext GmbH                                                                  | 30. September 2020 |
| CDU               | 100.000 €      | Südwestmetall Verband der Metall- und Elektroindustrie Baden-Württemberg e. V. | 21. Dezember 2020  |
| CDU               | 225.000 €      | Christoph Alexander Kahl                                                       | 29. Dezember 2020  |
| CDU               | 500.000 €      | Gröner Family Office GmbH                                                      | 30. Dezember 2020  |
| CDU: Summe        | 1.000.857,65 € |                                                                                |                    |
| MLPD              | 50.031,24 €    | Gisela Stein-Gallach                                                           | 31. Januar 2020    |
| MLPD              | 60.000 €       | Klaus Huber                                                                    | 15. Juli 2020      |
| MLPD: Summe       | 110.031,24€    |                                                                                |                    |
| SSW               | 123.701,41 €   | Südschleswig-Ausschuss/Unterrichtsministerium (Dänemark)                       | 15. Januar 2020    |
| SSW               | 123.790,62 €   | Südschleswig-Ausschuss/Unterrichtsministerium (Dänemark)                       | 27. März 2020      |
| SSW               | 124.335,27 €   | Südschleswig-Ausschuss/Unterrichtsministerium (Dänemark)                       | 26. Juni 2020      |
| SSW               | 124.226,95 €   | Südschleswig-Ausschuss/Unterrichtsministerium (Dänemark)                       | 27. Oktober 2020   |
| SSW: Summe        | 496.054,25 €   |                                                                                |                    |
| AfD               | 100.000 €      | Christian Krawinkel                                                            | 7. Februar 2020    |
| AfD: Summe        | 100.000 €      |                                                                                |                    |
| FDP               | 50.000 €       | Harald Christ                                                                  | 18. November 2020  |
| FDP               | 50.001 €       | Verband der Bayerischen Metall- und Elektroindustrie e. V.                     | 23. Dezember 2020  |
| FDP: Summe        | 100.001 €      |                                                                                |                    |
| B'90/Grüne        | 50.001 €       | Verband der Bayerischen Metall- und Elektroindustrie e. V.                     | 23. Dezember 2020  |
| B'90/Grüne: Summe | 50.001 €       |                                                                                |                    |
| SPD               | 50.001 €       | Verband der Bayerischen Metall- und Elektroindustrie e. V.                     | 23. Dezember 2020  |
| SPD: Summe        | 50.001 €       |                                                                                |                    |
| CSU               | 340.000 €      | Verband der Bayerischen Metall- und Elektroindustrie e. V.                     | 23. Dezember 2020  |
| CSU: Summe        | 340.000 €      |                                                                                |                    |
| Die Basis         | 60.000 €       | Weiland Stallbau GmbH & Co. KG                                                 | 30. Dezember 2020  |
| Die Basis: Summe  | 60.000 €       |                                                                                |                    |

#### Parteispenden 2021
2021 wurden folgende Großspenden (größer 50.000 €) an die Parteien veröffentlicht: (Stand 13. Dezember 2022)
Verteilung der Großspenden nach Parteien im Jahr 2021
| Partei              | Spendenbetrag  | Spender                                                      | Datum des Eingangs |
| ------------------- | -------------- | ------------------------------------------------------------ | ------------------ |
| SSW                 | 124.569,21 €   | Südschleswig-Ausschuss/Unterrichtsministerium (Dänemark)     | 8. Januar 2021     |
| SSW                 | 124.191,92 €   | Südschleswig-Ausschuss/Unterrichtsministerium (Dänemark)     | 31. März 2021      |
| SSW                 | 124.238,10 €   | Südschleswig-Ausschuss/Unterrichtsministerium (Dänemark)     | 29. Juni 2021      |
| SSW                 | 124.260,26 €   | Südschleswig-Ausschuss/Unterrichtsministerium (Dänemark)     | 27. Oktober 2021   |
| SSW: Summe          | 498.259,49 €   |                                                              |                    |
| CDU                 | 100.000 €      | Barbara Braun-Lüdicke                                        | 21. Januar 2021    |
| CDU                 | 100.000 €      | Arendt Oetker                                                | 1. Februar 2021    |
| CDU                 | 70.000 €       | Stephan Schambach                                            | 22. Februar 2021   |
| CDU                 | 50.001 €       | Frank Adenauer                                               | 23. Februar 2021   |
| CDU                 | 100.000 €      | Patrick Schwarz-Schütte                                      | 24. Februar 2021   |
| CDU                 | 60.000 €       | ANH Hausbesitz GmbH & Co. KG                                 | 13. April 2021     |
| CDU                 | 70.000 €       | Klaus-Michael Kühne                                          | 27. April 2021     |
| CDU                 | 100.000 €      | Thomas Frank Maximilian Toporowicz                           | 14. Mai 2021       |
| CDU                 | 100.000 €      | Verband der Chemischen Industrie e. V.                       | 27. Mai 2021       |
| CDU                 | 500.000 €      | Christoph Alexander Kahl                                     | 9. Juni 2021       |
| CDU                 | 100.000 €      | Klaus Hommels                                                | 25. Juni 2021      |
| CDU                 | 50.001 €       | Stefan Quandt                                                | 1. Juli 2021       |
| CDU                 | 50.001 €       | Susanne Klatten                                              | 1. Juli 2021       |
| CDU                 | 300.000 €      | Droege Group AG                                              | 9. Juli 2021       |
| CDU                 | 300.000 €      | Deutsche Vermögensberatung AG                                | 13. Juli 2021      |
| CDU                 | 75.000 €       | Martin Herrenknecht                                          | 15. Juli 2021      |
| CDU                 | 100.000 €      | Andreas Lapp                                                 | 16. Juli 2021      |
| CDU                 | 75.000 €       | Verband der Metall- und Elektroindustrie Nordrhein-Westfalen | 23. Juli 2021      |
| CDU                 | 75.000 €       | Martin Herrenknecht                                          | 23. Juli 2021      |
| CDU                 | 100.000 €      | Ralph Dommermuth                                             | 18. August 2021    |
| CDU                 | 60.000 €       | TRUMPF GmbH & Co. KG                                         | 24. August 2021    |
| CDU                 | 250.000 €      | Professor Otto Max Hans-Georg Näder                          | 25. August 2021    |
| CDU                 | 250.000 €      | Luton Verwaltungs GmbH                                       | 17. September 2021 |
| CDU                 | 300.000 €      | Stephan Schambach                                            | 22. September 2021 |
| CDU: Summe          | 3.335.003 €    |                                                              |                    |
| B'90/Grüne          | 500.000 €      | Antonis Schwarz                                              | 15. Februar 2021   |
| B'90/Grüne          | 60.000 €       | Frank Hansen                                                 | 17. Februar 2021   |
| B'90/Grüne          | 52.000 €       | Jürgen Reckin                                                | 17. März 2021      |
| B'90/Grüne          | 1.000.000 €    | Moritz Schmidt                                               | 12. April 2021     |
| B'90/Grüne          | 60.000 €       | Frank Hansen                                                 | 7. Mai 2021        |
| B'90/Grüne          | 50.001 €       | Florian Rehm                                                 | 24. Juni 2021      |
| B'90/Grüne          | 100.000 €      | Deutsche Vermögensberatung AG                                | 20. August 2021    |
| B'90/Grüne          | 250.000 €      | Sebastian Schels                                             | 3. September 2021  |
| B'90/Grüne          | 1.250.000 €    | Steven Schuurman                                             | 7. September 2021  |
| B'90/Grüne          | 50.001 €       | Sixt Autovermietung GmbH & Co. KG                            | 17. September 2021 |
| B'90/Grüne          | 50.001 €       | Verband der Bayerischen Metall- und Elektro-Industrie e.V.   | 22. Dezember 2021  |
| B'90/Grüne: Summe   | 3.422.003 €    |                                                              |                    |
| FDP                 | 50.001 €       | Ludgerus Inholte                                             | 9. März 2021       |
| FDP                 | 51.000 €       | Patrick Anton Walther Schwarz-Schütte                        | 7. April 2021      |
| FDP                 | 750.000 €      | Georg Jakob Kofler                                           | 29. April 2021     |
| FDP                 | 200.000 €      | Stephan Schambach                                            | 17. Mai 2021       |
| FDP                 | 100.000 €      | Tobias Hagenmeyer                                            | 24. Mai 2021       |
| FDP                 | 431.452 €      | Flossbach von Storch AG                                      | 14. Juni 2021      |
| FDP                 | 51.000 €       | Tillmann Miritz                                              | 17. Juni 2021      |
| FDP                 | 100.000 €      | Nico Mader                                                   | 22. Juni 2021      |
| FDP                 | 70.000 €       | Florian Rehm                                                 | 24. Juni 2021      |
| FDP                 | 100.000 €      | Klaus Hommels                                                | 25. Juni 2021      |
| FDP                 | 51.000 €       | Maria-Theresia von Seidlein                                  | 30. Juni 2021      |
| FDP                 | 150.000 €      | Deutsche Vermögensberatung AG                                | 7. Juli 2021       |
| FDP                 | 200.000 €      | Gröner Family Office GmbH                                    | 7. Juli 2021       |
| FDP                 | 100.000 €      | DWalter Wübben                                               | 9. Juli 2021       |
| FDP                 | 51.000 €       | Ulrich Horst Marseille                                       | 21. Juli 2021      |
| FDP                 | 51.000 €       | Fritz Seikowsky                                              | 29. Juli 2021      |
| FDP                 | 100.000 €      | André Kolbinger                                              | 13. August 2021    |
| FDP                 | 100.000 €      | Ralph Dommermuth                                             | 13. August 2021    |
| FDP                 | 250.000 €      | Professor Hans Georg Näder                                   | 13. August 2021    |
| FDP                 | 100.000 €      | TEDI GmbH & Co. KG                                           | 18. August 2021    |
| FDP                 | 100.000 €      | Woolworth GmbH                                               | 18. August 2021    |
| FDP                 | 100.000 €      | Harald Link                                                  | 24. August 2021    |
| FDP                 | 100.000 €      | Ingo Horst Wilhelm Hillen                                    | 24. August 2021    |
| FDP                 | 50.000,01 €    | Mähren AG                                                    | 26. August 2021    |
| FDP                 | 100.000 €      | VÖLKEL GmbH                                                  | 2. September 2021  |
| FDP                 | 100.000 €      | Droege Group GmbH                                            | 2. September 2021  |
| FDP                 | 52.000 €       | SPG & Co. Berlin Projektentwicklungsgesellschaft mbH         | 3. September 2021  |
| FDP                 | 100.000 €      | Carsten Maschmeyer                                           | 14. September 2021 |
| FDP                 | 51.000 €       | Wanja Oberhof                                                | 14. September 2021 |
| FDP                 | 100.000 €      | Themis Beteiligungs AG                                       | 16. September 2021 |
| FDP                 | 50.001 €       | Sixt Autovermietung GmbH & Co. KG                            | 17. September 2021 |
| FDP                 | 250.000 €      | Luton Verwaltungs GmbH                                       | 17. September 2021 |
| FDP                 | 120.000 €      | Verband der Bayerischen Metall- und Elektro-Industrie e.V.   | 22. Dezember 2021  |
| FDP: Summe          | 4.329.454,01 € |                                                              |                    |
| Die PARTEI          | 280.007 €      | Global Shopping Collective GmbH                              | 18. Juni 2021      |
| Die PARTEI: Summe   | 280.007 €      |                                                              |                    |
| CSU                 | 121.381,16 €   | Sixt Autovermietung GmbH & Co. KG                            | 2. Juli 2021       |
| CSU                 | 750.000 €      | Verband der Bayerischen Metall- und Elektro-Industrie e.V.   | 23. Dezember 2021  |
| CSU: Summe          | 871.381,16 €   |                                                              |                    |
| Die Linke           | 55.000 €       | Helmtraut Klara                                              | 2. August 2021     |
| Die Linke: Summe    | 55.000 €       |                                                              |                    |
| Die Basis           | 59.270,92 €    | Bode Immobilien GmbH & Co. KG                                | 16. August 2021    |
| Die Basis: Summe    | 59.270,92 €    |                                                              |                    |
| SPD                 | 100.000 €      | Deutsche Vermögensberatung AG                                | 17. August 2021    |
| SPD                 | 75.000 €       | Pollmeier Massivholz GmbH & Co. KG                           | 13. September 2021 |
| SPD                 | 50.001 €       | Verband der Bayerischen Metall- und Elektro-Industrie e.V.   | 22. Dezember 2021  |
| SPD: Summe          | 225.001 €      |                                                              |                    |
| MLPD                | 100.000 €      | Thomas Keßler                                                | 31. August 2021    |
| MLPD                | 52.000 €       | Günter Slave                                                 | 12. Oktober 2021   |
| MLPD: Summe         | 152.000 €      |                                                              |                    |
| Freie Wähler        | 89.000 €       | Max Aicher                                                   | 15. September 2021 |
| Freie Wähler: Summe | 89.000 €       |                                                              |                    |

#### Parteispenden 2022
2022 wurden folgende Großspenden (größer 50.000 €) an die Parteien veröffentlicht: (Stand 9. Januar 2023)
| Partei                  | Spendenbetrag | Spender                                                             | Datum des Eingangs |
| ----------------------- | ------------- | ------------------------------------------------------------------- | ------------------ |
| SSW                     | 125.505,93 €  | Südschleswig-Ausschuss/Unterrichtsministerium (Dänemark)            | 19. Januar 2022    |
| SSW                     | 125.571,55 €  | Südschleswig-Ausschuss/Unterrichtsministerium (Dänemark)            | 5. April 2022      |
| SSW                     | 125.782,36 €  | Südschleswig-Ausschuss/Unterrichtsministerium (Dänemark)            | 5. August 2022     |
| SSW                     | 125.602 €     | Südschleswig-Ausschuss/Unterrichtsministerium (Dänemark)            | 5. Oktober 2022    |
| SSW: Summe              | 502.461,84 €  |                                                                     |                    |
| DKP                     | 80.000 €      | Hans Eberhard Schmitt-Lermann                                       | 28. Februar 2022   |
| DKP                     | 270.255 €     | Andreas Zechmeister                                                 | 5. November 2022   |
| DKP: Summe              | 350.255 €     |                                                                     |                    |
| CDU                     | 100.000 €     | Thomas Hagedorn Holding GmbH                                        | 11. März 2022      |
| CDU                     | 100.000 €     | Christoph Alexander Kahl                                            | 24. März 2022      |
| CDU                     | 65.000 €      | Klaus-Michael Kühne                                                 | 27. April 2022     |
| CDU                     | 50.001 €      | Stefan Quandt                                                       | 29. Juli 2022      |
| CDU                     | 50.001 €      | Susanne Klatten                                                     | 29. Juli 2022      |
| CDU                     | 55.001 €      | Verband der Metall- und Elektro-Industrie Nordrhein-Westfalen e. V. | 25. Oktober 2022   |
| CDU                     | 100.000 €     | Angelika Lehnert                                                    | 4. November 2022   |
| CDU                     | 50.050,50 €   | Axel Vollmann                                                       | 9. Dezember 2022   |
| CDU: Summe              | 570.530,50 €  |                                                                     |                    |
| B'90/Grüne              | 75.001 €      | Florian Rehm                                                        | 19. Mai 2022       |
| B'90/Grüne              | 65.000 €      | Per Fragemann                                                       | 19. Mai 2022       |
| B'90/Grüne              | 50.001 €      | CRASH Beteiligungs GmbH & Co. KG                                    | 27. Mai 2022       |
| B'90/Grüne              | 50.001 €      | Verband der Bayerischen Metall- und Elektroindustrie e. V.          | 30. Dezember 2022  |
| B'90/Grüne              | 100.000 €     | Jochen Wermuth                                                      | 30. Dezember 2022  |
| B'90/Grüne: Summe       | 340.003 €     |                                                                     |                    |
| Volt Deutschland        | 50.001 €      | JoinPolitics Fund I GmbH Co. KG                                     | 12. Dezember 2022  |
| Volt Deutschland: Summe | 50.001 €      |                                                                     |                    |
| CSU                     | 350.000 €     | Verband der Bayerischen Metall- und Elektroindustrie e. V.          | 28. Dezember 2022  |
| CSU: Summe              | 350.000 €     |                                                                     |                    |
| SPD                     | 50.001 €      | Verband der Bayerischen Metall- und Elektroindustrie e. V.          | 28. Dezember 2022  |
| SPD: Summe              | 50.001 €      |                                                                     |                    |
| FDP                     | 50.001 €      | Verband der Bayerischen Metall- und Elektroindustrie e. V.          | 28. Dezember 2022  |
| FDP: Summe              | 50.001 €      |                                                                     |                    |
| Team Todenhöfer         | 1.751.132 €   | Jürgen Todenhöfer                                                   | 31. Dezember 2022  |
| Team Todenhöfer: Summe  | 1.751.132 €   |                                                                     |                    |

#### Parteispenden 2023
2023 wurden folgende Großspenden (größer 50.000 €) an die Parteien veröffentlicht: (Stand 26. März 2024)
| Partei                 | Spendenbetrag | Spender                                                    | Datum des Eingangs |
| ---------------------- | ------------- | ---------------------------------------------------------- | ------------------ |
| FDP                    | 51.901,23 €   | Ulrich Horst Marseille                                     | 11. Januar 2023    |
| FDP                    | 55.000 €      | Ludgerus Inholte                                           | 3. Februar 2023    |
| FDP                    | 100.000 €     | Christ&Company Consulting GmbH                             | 20. Juni 2023      |
| FDP                    | 50.001 €      | Sixt GmbH und Co Autovermietung KG                         | 31. August 2023    |
| FDP                    | 50.001 €      | Deutsche Vermögensberatung AG                              | 10. Oktober 2023   |
| FDP                    | 60.000 €      | Verband der Bayerischen Metall- und Elektro-Industrie e.V. | 27. Dezember 2023  |
| FDP: Summe             | 316.902,23 €  |                                                            |                    |
| AfD                    | 265.050 €     | Hartmut Issmer                                             | 31. Januar 2023    |
| AfD: Summe             | 265.050 €     |                                                            |                    |
| SSW                    | 125.561,45 €  | Südschleswig-Ausschuss/Unterrichtsministerium (Dänemark)   | 2. Februar 2023    |
| SSW                    | 125.660,85 €  | Südschleswig-Ausschuss/Unterrichtsministerium (Dänemark)   | 27. März 2023      |
| SSW                    | 137.458,76 €  | Südschleswig-Ausschuss/Unterrichtsministerium (Dänemark)   | 6. Juli 2023       |
| SSW                    | 137.296,96 €  | Südschleswig-Ausschuss/Unterrichtsministerium (Dänemark)   | 28. September 2023 |
| SSW: Summe             | 525.978,02 €  |                                                            |                    |
| CDU                    | 100.000 €     | Deutsche Vermögensberatung AG                              | 14. März 2023      |
| CDU                    | 65.000 €      | Klaus-Michael Kühne                                        | 3. Mai 2023        |
| CDU                    | 51.000 €      | Christ&Company Consulting GmbH                             | 20. Juni 2023      |
| CDU                    | 50.001 €      | Stefan Quandt                                              | 30. Juni 2023      |
| CDU                    | 50.001 €      | Susanne Klatten                                            | 30. Juni 2023      |
| CDU                    | 75.000 €      | Susanne Klatten                                            | 21. September 2023 |
| CDU                    | 75.000 €      | Stefan Quandt                                              | 21. September 2023 |
| CDU                    | 50.001 €      | Deutsche Vermögensberatung AG                              | 10. Oktober 2023   |
| CDU                    | 500.000 €     | Christoph Alexander Kahl                                   | 15. Dezember 2023  |
| CDU: Summe             | 1.016.003 €   |                                                            |                    |
| SPD                    | 54.492,48 €   | ESC Ingenieursgesellschaft für Softwareentwicklung mbH     | 23. Mai 2023       |
| SPD                    | 51.000 €      | Christ&Company Consulting GmbH                             | 20. Juni 2023      |
| SPD                    | 50.001 €      | Sixt GmbH und Co Autovermietung KG                         | 31. August 2023    |
| SPD                    | 50.001 €      | Deutsche Vermögensberatung AG                              | 10. Oktober 2023   |
| SPD                    | 50.001 €      | Verband der Bayerischen Metall- und Elektro-Industrie e.V. | 27. Dezember 2023  |
| SPD: Summe             | 255.495,48 €  |                                                            |                    |
| B'90/Grüne             | 51.000 €      | Christ&Company Consulting GmbH                             | 20. Juni 2023      |
| B'90/Grüne             | 50.001 €      | Deutsche Vermögensberatung AG                              | 10. Oktober 2023   |
| B'90/Grüne             | 50.001 €      | Verband der Bayerischen Metall- und Elektro-Industrie e.V. | 27. Dezember 2023  |
| B'90/Grüne: Summe      | 151.002 €     |                                                            |                    |
| CSU                    | 83.850 €      | Daniela Porsche                                            | 14. Juli 2023      |
| CSU                    | 125.690,28 €  | Sixt GmbH und Co Autovermietung KG                         | 22. September 2023 |
| CSU                    | 50.001 €      | Deutsche Vermögensberatung AG                              | 10. Oktober 2023   |
| CSU                    | 569.962 €     | Verband der Bayerischen Metall- und Elektro-Industrie e.V. | 27. Dezember 2023  |
| CSU: Summe             | 829.503,28 €  |                                                            |                    |
| Volt                   | 250.000 €     | Thadaeus Otto                                              | 7. Dezember 2023   |
| Volt: Summe            | 250.000 €     |                                                            |                    |
| FW                     | 110.000 €     | Verband der Bayerischen Metall- und Elektro-Industrie e.V. | 27. Dezember 2023  |
| FW: Summe              | 110.000 €     |                                                            |                    |
| Team Todenhöfer        | 67.240 €      | Jürgen Todenhöfer                                          | 31. Dezember 2023  |
| Team Todenhöfer: Summe | 67.240 €      |                                                            |                    |

#### Parteispenden 2024
2024 wurden folgende Großspenden (bis zum 4. März größer 50.000 €, seither größer 35.000 €) an die Parteien veröffentlicht: (Stand 21. Januar 2025)
Verteilung der Großspenden nach Parteien im Jahr 2024
| Partei              | Spendenbetrag  | Spender                                                                      | Datum des Eingangs |
| ------------------- | -------------- | ---------------------------------------------------------------------------- | ------------------ |
| BSW                 | 990.000 €      | Lotte Salingré und Thomas Stanger                                            | 8. Januar 2024     |
| BSW                 | 80.463,64 €    | BSW – Für Vernunft und Gerechtigkeit e.V.                                    | 6. Februar 2024    |
| BSW                 | 4.090.000 €    | Lotte Salingré und Thomas Stanger                                            | 13. März 2024      |
| BSW                 | 1.200.000 €    | BSW – Für Vernunft und Gerechtigkeit e.V.                                    | 30. September 2024 |
| BSW                 | 50.000 €       | Horizontwerke GmbH                                                           | 11. November 2024  |
| BSW: Summe          | 6.410.463,64 € |                                                                              |                    |
| FDP                 | 51.000 €       | Ulrich Horst Marseille                                                       | 15. Januar 2024    |
| FDP                 | 50.000 €       | Frank Christoph Niedecker                                                    | 8. April 2024      |
| FDP                 | 50.000 €       | Deutsche Vermögensberatung AG                                                | 23. April 2024     |
| FDP                 | 50.000 €       | UNITI Kraftstoff GmbH                                                        | 3. Mai 2024        |
| FDP                 | 55.000 €       | Coroplast Fritz Müller GmbH & Co. KG                                         | 23. Mai 2024       |
| FDP                 | 100.000 €      | Ingeborg Pohl                                                                | 5. Juni 2024       |
| FDP                 | 100.000 €      | Völkel GmbH                                                                  | 22. Juli 2024      |
| FDP                 | 200.000 €      | Deutsche Vermögensberatung AG                                                | 11. November 2024  |
| FDP                 | 40.000 €       | Dirk Ahlers                                                                  | 13. November 2024  |
| FDP                 | 50.000 €       | Göpel Vermögensverwaltung                                                    | 14. November 2024  |
| FDP                 | 50.000 €       | Hans-Peter Stihl                                                             | 21. November 2024  |
| FDP                 | 40.000 €       | Dr. Theiss Naturwaren GmbH                                                   | 22. November 2024  |
| FDP                 | 100.000 €      | Harald Link                                                                  | 27. November 2024  |
| FDP                 | 100.000 €      | Deutsche Vermögensberatung AG                                                | 27. November 2024  |
| FDP                 | 50.000 €       | Nico Mader                                                                   | 28. November 2024  |
| FDP                 | 40.000 €       | Gunnar Wagner                                                                | 3. Dezember 2024   |
| FDP                 | 50.000 €       | Philipp Freise                                                               | 4. Dezember 2024   |
| FDP                 | 100.000 €      | Johannes Reck c/o GetYourGuide                                               | 5. Dezember 2024   |
| FDP                 | 50.000 €       | Joh. Berenberg, Gossler & Co. KG                                             | 6. Dezember 2024   |
| FDP                 | 50.001 €       | Philip Harting                                                               | 10. Dezember 2024  |
| FDP                 | 50.000 €       | Ulrich Horst Marseille                                                       | 10. Dezember 2024  |
| FDP                 | 100.000 €      | Tao Tao c/o GetYourGuide                                                     | 11. Dezember 2024  |
| FDP                 | 40.000 €       | Harald Christ, c/o Christ & Company Consulting GmbH                          | 11. Dezember 2024  |
| FDP                 | 100.000 €      | Jürgen B. Harder                                                             | 11. Dezember 2024  |
| FDP                 | 100.000 €      | R & W Industriebeteiligungen GmbH                                            | 13. Dezember 2024  |
| FDP                 | 50.000 €       | Dr. Wolfgang Reitzle                                                         | 16. Dezember 2024  |
| FDP                 | 45.000 €       | Gesamtverband der Arbeitgeberverbände der Metall- und Elektro-industrie e.V. | 18. Dezember 2024  |
| FDP                 | 500.000 €      | Dieter Albert Richard Morszeck                                               | 19. Dezember 2024  |
| FDP                 | 60.000 €       | Socrates Beteiligungsgesellschaft mbH                                        | 20. Dezember 2024  |
| FDP                 | 100.000 €      | Jörg Bantleon                                                                | 27. Dezember 2024  |
| FDP                 | 200.000 €      | Futrue GmbH                                                                  | 27. Dezember 2024  |
| FDP                 | 50.000 €       | Verband der Bayerischen Metall- und Elektro-Industrie e.V.                   | 30. Dezember 2024  |
| FDP: Summe          | 2.831.001 €    |                                                                              |                    |
| CDU                 | 100.000 €      | Deutsche Vermögensberatung AG                                                | 27. Februar 2024   |
| CDU                 | 300.000 €      | Stephan Schambach                                                            | 14. März 2024      |
| CDU                 | 100.000 €      | Deutsche Vermögensberatung AG                                                | 26. März 2024      |
| CDU                 | 50.000 €       | Torsten Toeller                                                              | 3. April 2024      |
| CDU                 | 50.000 €       | Hertig GmbH & Co. Recycling KG                                               | 25. April 2024     |
| CDU                 | 40.000 €       | Gabriele Quandt                                                              | 4. April 2024      |
| CDU                 | 100.000 €      | Coroplast Fritz Müller GmbH & Co. KG                                         | 13. Mai 2024       |
| CDU                 | 500.000 €      | Christoph Kahl                                                               | 4. Juni 2024       |
| CDU                 | 49.000 €       | Bavaria Klinik Freyung Verwaltungs- und Beteiligungsgesellschaft mbH         | 4. Juni 2024       |
| CDU                 | 50.000 €       | Andreas Lesser                                                               | 5. Juni 2024       |
| CDU                 | 49.000 €       | RP Zweite Verwaltungs- und Beteiligungsgesellschaft mbH                      | 11. Juni 2024      |
| CDU                 | 50.000 €       | Wolfgang von Moers                                                           | 14. Juni 2024      |
| CDU                 | 100.000 €      | Kurt von Storch                                                              | 11. Juli 2024      |
| CDU                 | 100.000 €      | ConradW GmbH + Co.KG                                                         | 19. Juli 2024      |
| CDU                 | 50.000 €       | Dr. Karl Gerhold c/o GETEC Energie Holding GmbH                              | 12. August 2024    |
| CDU                 | 36.000 €       | COMERON Hotel Einkaufs- und Beratungsgesellschaft mbH                        | 15. August 2024    |
| CDU                 | 50.001 €       | Stefan Quandt                                                                | 20. August 2024    |
| CDU                 | 50.000 €       | Stephan Schambach                                                            | 21. August 2024    |
| CDU                 | 50.001 €       | Susanne Klatten                                                              | 3. September 2024  |
| CDU                 | 100.000,00 €   | Trumpf SE + Co KG                                                            | 18. Oktober 2024   |
| CDU                 | 100.000,00 €   | Hans-Helmuth Walter Schmidt                                                  | 22. Oktober 2024   |
| CDU                 | 50.000,00 €    | Andreas Bremke                                                               | 24. Oktober 2024   |
| CDU                 | 42.501,00 €    | Florian Rehm                                                                 | 29. Oktober 2024   |
| CDU                 | 50.000,00 €    | Geschwister Oetker Beteiligungen KG                                          | 5. November 2024   |
| CDU                 | 160.000,00 €   | Aquila Capital Holding GmbH                                                  | 9. November 2024   |
| CDU                 | 100.000,00 €   | Andreas Lapp                                                                 | 13. November 2024  |
| CDU                 | 50.000,00 €    | Philipp Graf Schack von Wittenau                                             | 14. November 2024  |
| CDU                 | 300.000,00 €   | Stephan Schambach                                                            | 14. November 2024  |
| CDU                 | 200.000,00 €   | Joh. Berenberg, Gossler & Co. KG                                             | 19. November 2024  |
| CDU                 | 75.000,00 €    | August Storck KG                                                             | 20. November 2024  |
| CDU                 | 60.000,00 €    | Verband der Metall- und Elektroindustrie Nordrhein-Westfalen e.V.            | 22. November 2024  |
| CDU                 | 300.000,00 €   | Deutsche Vermögensberatung AG                                                | 28. November 2024  |
| CDU                 | 170.000,00 €   | Athos KG                                                                     | 29. November 2024  |
| CDU                 | 100.000,00 €   | Deutsche Vermögensberatung AG                                                | 3. Dezember 2024   |
| CDU                 | 150.000,00 €   | Dr. Martin Herrenknecht                                                      | 3. Dezember 2024   |
| CDU                 | 40.000,00 €    | Florian Rehm                                                                 | 3. Dezember 2024   |
| CDU                 | 47.000,00 €    | Dr. Theiss Naturwaren GmbH                                                   | 4. Dezember 2024   |
| CDU                 | 50.000,00 €    | Stephen Orenstein                                                            | 5. Dezember 2024   |
| CDU                 | 50.000,00 €    | Dr. Petra Orenstein                                                          | 5. Dezember 2024   |
| CDU                 | 45.000,00 €    | General Logistics Systems Germany GmbH + Co OHG                              | 6. Dezember 2024   |
| CDU                 | 100.001,00 €   | Stefan Klocke                                                                | 6. Dezember 2024   |
| CDU                 | 100.001,00 €   | Philip Harting                                                               | 10. Dezember 2024  |
| CDU                 | 40.000,00 €    | Harald Christ                                                                | 11. Dezember 2024  |
| CDU                 | 100.000,00 €   | Philipp Möller c/o Möller & Förster GmbH & Co.KG                             | 11. Dezember 2024  |
| CDU                 | 100.000,00 €   | Hagedorn Management GmbH                                                     | 17. Dezember 2024  |
| CDU                 | 50.000,00 €    | Dr. Elmar Reiss                                                              | 18. Dezember 2024  |
| CDU                 | 45.000,00 €    | Gesamtverband der Arbeitgeberverbände der Metall- und Elektro-Industrie e.V. | 18. Dezember 2024  |
| CDU                 | 60.000,00 €    | Futrue GmbH                                                                  | 18. Dezember 2024  |
| CDU                 | 50.000,00 €    | SolWo Holding GmbH                                                           | 18. Dezember 2024  |
| CDU                 | 60.000,00 €    | Socrates Beteiligungsgesellschaft mbH                                        | 20. Dezember 2024  |
| CDU                 | 50.000,00 €    | Dr. Elmar Reiss                                                              | 23. Dezember 2024  |
| CDU                 | 100.000,00 €   | Joh. Berenberg                                                               | 30. Dezember 2024  |
| CDU                 | 150.000,00 €   | Stephan Schambach                                                            | 30. Dezember 2024  |
| CDU: Summe          | 5.158.505 €    |                                                                              |                    |
| CSU                 | 50.000 €       | Georg Nemetschek                                                             | 10. Oktober 2024   |
| CSU                 | 100.000 €      | Deutsche Vermögensberatung AG                                                | 27. November 2024  |
| CSU                 | 40.000 €       | Harald Christ                                                                | 11. Dezember 2024  |
| CSU                 | 100.000 €      | Sixt GmbH & Co.                                                              | 23. Dezember 2024  |
| CSU                 | 341.000 €      | Verband der Bayerischen Metall- und Elektro-Industrie e.V.                   | 27. Dezember 2024  |
| CSU: Summe          | 631.000 €      |                                                                              |                    |
| Volt                | 75.000 €       | Thadaeus Friedemann Otto                                                     | 7. März 2024       |
| Volt                | 75.000 €       | Jutta Steiner                                                                | 26. April 2024     |
| Volt                | 50.000 €       | Jutta Steiner                                                                | 28. Mai 2024       |
| Volt                | 180.000 €      | Thadaeus Friedemann Otto                                                     | 24. September 2024 |
| Volt                | 1.000.000 €    | Thadaeus Friedemann Otto                                                     | 15. November 2024  |
| Volt: Summe         | 1.380.000 €    |                                                                              |                    |
| Werte Union         | 50.000 €       | WerteUnion e.V.                                                              | 7. März 2024       |
| Werte Union         | 50.000 €       | WerteUnion Förderverein e.V.                                                 | 1. Juli 2024       |
| Werte Union         | 50.000 €       | WerteUnion Förderverein e.V.                                                 | 13. Juli 2024      |
| Werte Union         | 50.000 €       | WerteUnion Förderverein e.V.                                                 | 6. August 2024     |
| Werte Union: Summe  | 200.000 €      |                                                                              |                    |
| SPD                 | 50.000 €       | Wolfgang Tillmans                                                            | 8. April 2024      |
| SPD                 | 50.000 €       | Hans-Dieter Lochmann                                                         | 25. Juli 2024      |
| SPD                 | ca. 110.000 €  | Campact e. V.                                                                | 12. September 2024 |
| SPD                 | ca. 50.000 €   | Campact e. V.                                                                | 16. September 2024 |
| SPD                 | 60.000 €       | HC Hagemann GmbH & Co. KG                                                    | 5. November 2024   |
| SPD                 | 60.000 €       | Dr. Theiss Naturwaren GmbH                                                   | 15. November 2024  |
| SPD                 | 100.000 €      | Deutsche Vermögensberatung AG                                                | 27. November 2024  |
| SPD                 | 40.000 €       | Harald Christ, c/o Christ & Company Consulting GmbH                          | 11. Dezember 2024  |
| SPD                 | 35.001 €       | Verband der Bayerischen Metall- und Elektro-Industrie e.V.                   | 30. Dezember 2024  |
| SPD: Summe          | ca. 395.001 €  |                                                                              |                    |
| B’90/Grüne          | 40.000 €       | Ulrich Lenz                                                                  | 15. Mai 2024       |
| B’90/Grüne          | 40.000 €       | Gisela Wendling-Lenz                                                         | 15. Mai 2024       |
| B’90/Grüne          | ca. 161.300 €  | Campact e. V.                                                                | 1. August 2024     |
| B’90/Grüne          | ca. 72.000 €   | Campact e. V.                                                                | 11. September 2024 |
| B’90/Grüne          | 80.000 €       | Bartl Wimmer                                                                 | 22. Oktober 2024   |
| B’90/Grüne          | 43.751 €       | Florian Rehm                                                                 | 29. Oktober 2024   |
| B’90/Grüne          | 100.000 €      | Deutsche Vermögensberatung AG                                                | 27. November 2024  |
| B’90/Grüne          | 50.000 €       | Martin Kühl                                                                  | 29. November 2024  |
| B’90/Grüne          | 95.000 €       | Henning May                                                                  | 29. November 2024  |
| B’90/Grüne          | 50.000 €       | Ulrich Lenz                                                                  | 3. Dezember 2024   |
| B’90/Grüne          | 50.000 €       | Gisela Wendling-Lenz                                                         | 3. Dezember 2024   |
| B’90/Grüne          | 40.000 €       | Harald Christ                                                                | 11. Dezember 2024  |
| B’90/Grüne          | 100.000 €      | Jochen Wermuth                                                               | 19. Dezember 2024  |
| B’90/Grüne: Summe   | ca. 738.752 €  |                                                                              |                    |
| Freie Wähler        | 110.000 €      | Verband der Bayerischen Metall- und Elektro-Industrie e.V.                   | 27. Dezember 2023  |
| Freie Wähler        | 66.000 €       | Verband der Bayerischen Metall- und Elektro-Industrie e.V.                   | 30. Dezember 2024  |
| Freie Wähler: Summe | 176.000 €      |                                                                              |                    |
| DKP                 | 50.000 €       | Roswitha Hermle                                                              | 21. Juni 2024      |
| DKP: Summe          | 50.000 €       |                                                                              |                    |
| Die Linke           | 68.038 €       | Campact e. V.                                                                | 1. August 2024     |
| Die Linke: Summe    | 68.038 €       |                                                                              |                    |
| MLPD                | 50.000 €       | Peter Josef Bäuerle                                                          | 6. September 2024  |
| MLPD                | 42.908 €       | Susanne Roswitha Wagner                                                      | 19. September 2024 |
| MLPD                | 140.000 €      | Susanne Roswitha Wagner                                                      | 26. September 2024 |
| MLPD: Summe         | 232.908 €      |                                                                              |                    |

## Österreich
In Österreich sind seit 1. Juli 2012 Spenden, die im Einzelfall die Höhe von 50.000 Euro übersteigen, unverzüglich dem Rechnungshof zu melden. Dieser hat die Spenden unter Angabe des Spenders auf der Website des Rechnungshofes zu veröffentlichen. Diese Veröffentlichung wird fortlaufend aktualisiert. Eine zeitnahe Offenlegung wird von den Parteien mitunter umgangen, indem Spenden von über 50.000 Euro in mehrere Transaktionen unter 50.000 Euro gestückelt werden.
Zudem hat jede politische Partei über die Art ihrer Einnahmen und Ausgaben jährlich bis 30. September des jeweiligen Folgejahres dem Rechnungshof einen Rechenschaftsbericht zu übermitteln. In einer Anlage zum Rechenschaftsbericht sind Spenden gesondert auszuweisen. Spenden, deren Gesamtbetrag in einem Rechenschaftsjahr 3.500 Euro übersteigen, sind unter Angabe des Namens und der Anschrift des Spenders auszuweisen. Der Rechenschaftsbericht ist nach Prüfung durch den Rechnungshof auf der Website des Rechnungshofes als auch auf der Website der jeweiligen politischen Partei zu veröffentlichen. Die bislang publizierten Rechenschaftsberichte können auf der Internetseite des Rechnungshofs eingesehen werden.
Eine zivilgesellschaftliche Plattform dokumentiert offengelegte Parteispenden sowie Einnahmen der Parteien aus Sponsoring und Inseraten in Parteimedien, die in den Rechenschaftsberichten ebenfalls offengelegt werden müssen.

## Schweiz
Die Schweiz gehört zu den wenigen europäischen Ländern, die über keine besonderen gesetzlichen Bestimmungen zu den politischen Parteien verfügen, weder zu deren Finanzierung noch zur Finanzierung von Wahlkampagnen. Parteispenden sind auf Bundesebene bis CHF 10'000 pro Jahr und auf Kantonsebene bis zu einem vom Kanton festgelegten Betrag steuerlich abziehbar.

## Parteispendenaffären
Verstöße gegen die jeweiligen gesetzlichen Regelungen zu Parteispenden werden vielfach als Spendenaffäre bzw. Parteispendenaffäre bezeichnet, zum Beispiel:

### Deutschland
- Flick-Affäre in den 1980er Jahren
- CDU-Spendenaffäre in den 1990er Jahren
- Kölner Spendenaffäre (SPD) in den 1990er Jahren um Müllverbrennungsanlagen
- Spenden eines Bauunternehmers an die Wuppertaler SPD 1999[26]
- Parteispendenaffäre der hessischen CDU
- Parteispenden-Affäre der rheinland-pfälzischen CDU im Wahlkampf 2005/2006
- Regensburger Parteispendenaffäre (Oberbürgermeister der CSU und SPD)
- AfD-Spendenaffäre

### Österreich
- Johann Haselgruber

### Weitere
Ab 2005 gab es einige Affären, die durch englische Medien wie die Sunday Times und Channel 4 ausgelöst wurden:
- Cash for Honours 2006, 2007, House of Lords (GB); auch Loans for Lordships, Cash for Peerages
- Cash for Influence 2009, House of Lords (GB), Gesetzesvorlagen/Änderungsanträge für Geld
- Cash for Influence 2010, britisches Parlament, Gesetzesvorlagen/Änderungsanträge für Geld
- Cash-for-Laws-Affäre, 2011, Europäisches Parlament, Adrian Severin, Ernst Strasser, Zoran Thaler, Gesetzesvorlagen/Änderungsanträge für Geld